# Sfântu Gheorghe
Sfântu Gheorghe (în maghiară Sepsiszentgyörgy sau Szentgyörgy, în germană Sankt Georgen) este municipiul de reședință al județului Covasna, Transilvania, România, format din localitatea componentă Sfântu Gheorghe (reședința), și din satele Chilieni (Kilyén) și Coșeni (Szotyor).
Are o suprafață de 7.292 ha.

## Nume anterioare
- 1332 - Sacerdos de Sancto Georgio, Sanctus Georgius, Georgiopolis
- 1412 - Zenthgywrgh
- 1415 - Sanctus Georgius, Sentgewrgh
- 1427 - Zenthgeurgh
- 1439 - Zenth Georgi
- 1461 - oppidum Zenth Gewrg
- 1463 - Zenthgergy
- 1477 - Zenth Gyewrgh
- 1492 - Zenthgijewrgh, Sepsij Zenth Gyewrgh, civitas Zenth Gijergh, Zenthgijergh
- 1508 - oppidum Zenthgewrgh
- 1514 - Zenth Gijewrgh
- 1515 - Zenthghewrgh of Sepsi
- 1519 - pos. Zenthghijewrgh
- 1520 - oppidum nostrum Sepsi Zenthghewrgh, Sepsi Zenth-Gewrgh, oppidum Chijik-Zenthgyewrgh
- 1567 - Zenthgeorgj
- 1593 - Sepsy Zenthgeorgij
- 1595 - Saint George of Sepsi
- 1604 - Saint George of Sepsi
- 1611 - György Sepsi-Szent
- 1662 - Saint George
- 1689 - György Sepsiszent
- 1850 - Level George
- 1854 - Sepsi-Szent-György, Sepsi-Sîn-Jiorz

## Istorie

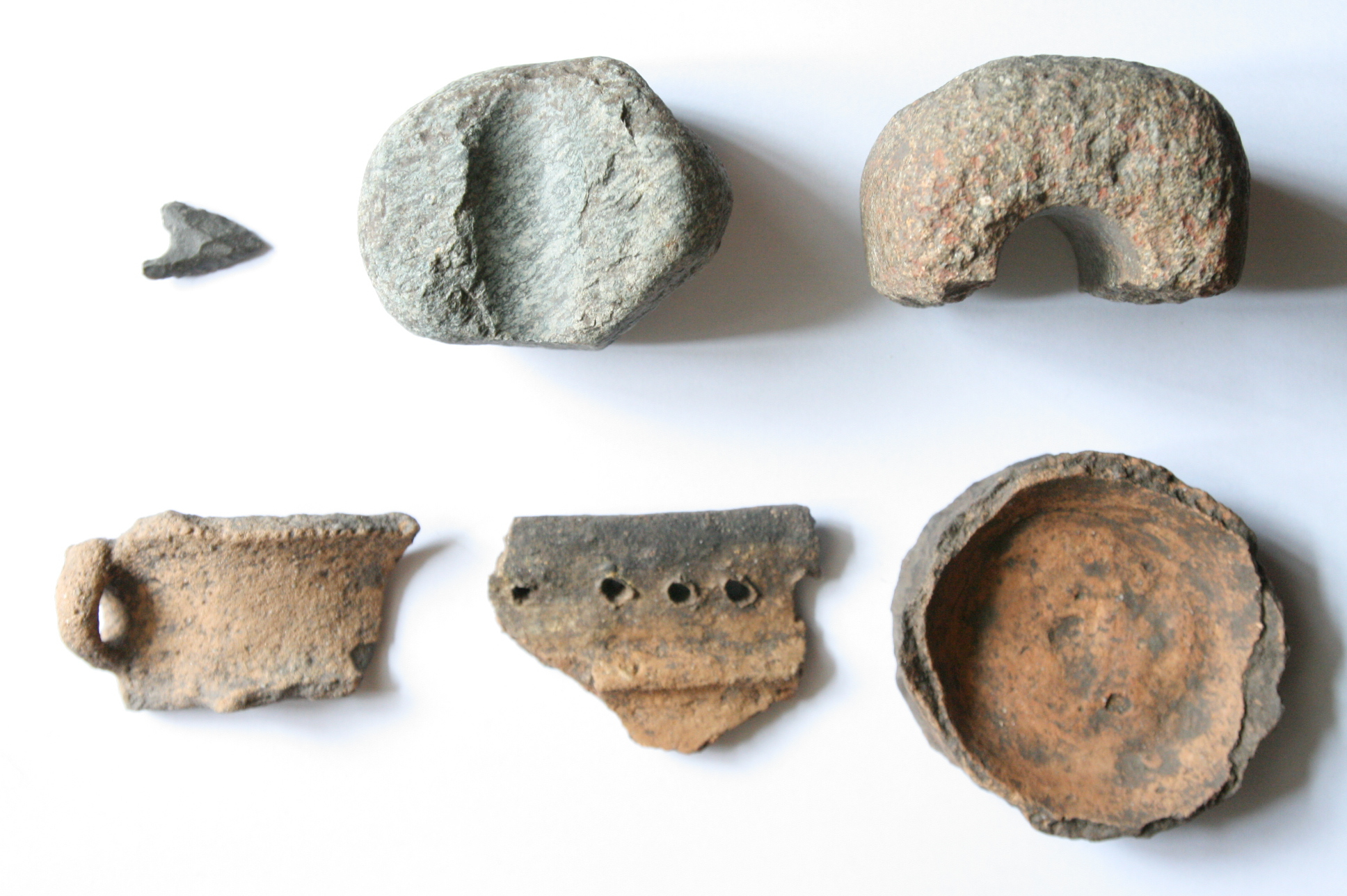
Rămășițe de obiecte neolitice găsite în Sfântu Gheorghe.

Prima atestare documentară este din anul 1332, însă descoperirile arheologice fac dovada existenței umane încă din neolitic (Noua, Monteoru, Schneckenberg), apoi din epoca bronzului și a culturii Sântana de Mureș-Cerneahov, săpăturile din 1883 făcute în locul numit Dealul Fragilor atestând acest lucru. Tot aici au fost descoperite în 1943 două morminte, unul de inhumație și altul de incinerație, aparținând epocii dacice. În anul 1946, săpăturile făcute pe malul stâng al pârâului Debren au scos la lumină resturi de construcții din zid de piatră și mortar, fragmente de cărămidă și țiglă, obiecte de ceramică și morminte de incinerație din epoca romană. Urmele aparțin așezării daco-romane din secolele III-IV (Cod LMI CV-I-m-A-13031.01). Pe malul pârâului Porumbele s-a descoperit ceramică și un pandantiv de bronz din secolul al IV-lea. La marginea sudică a turnului pe care se găsește biserica fortificată reformată, au fost descoperite gropi circulare conținând ceramică din secolul al X-lea.
Importanța localității Sf. Gheorghe, situată la confluența drumurilor de legătură dintre Transilvania și Moldova, a crescut după secolul al XV-lea, când a fost ridicată la rang de târg (1461). În secolul al XVII-lea orașul a suferit din cauza a două invazii, în 1658, a tătarilor și, în 1661, a otomană, ambele fiind devastatoare.
În 1880 Sf. Gheorghe a înglobat satul Szemerja, astăzi cartier al orașului și purtând același nume. Primele întreprinderi au apărut relativ târziu. În 1879 a fost construită prima fabrică de textile, iar în 1899 a fost inaugurată fabrica de țigarete. În 1877 a început electrificarea orașului, operațiune finalizată în 1907. În 1891, odată cu terminarea tronsonului până la Sfântu Gheorghe al căii ferate Brașov–Târgu Secuiesc, orașul a fost racordat la rețeaua feroviară. La 4 aprilie 1897 a fost dată în folosință calea ferată Sfântu Gheorghe–Miercurea Ciuc, astfel încât orașul Sf. Gheorghe a devenit nod feroviar.
Primele date referitoare la învățământul primar provin din secolul al XVII-lea, iar la cel liceal de la mijlocul secolului al XIX-lea. În 1892 a început activitatea primului institut pedagogic pentru educatoare din Transilvania, ulterior denumit Institutul Pedagogic de Stat.
În 1968, în cadrul reorganizării administrativ-teritoriale a României, Sfântu Gheorghe a devenit reședință de județ, iar în 1982 municipiu.

## Administrație
Municipiul Sfântu Gheorghe este administrat de un primar și un consiliu local compus din 21 consilieri. Primarul, Árpád-András Antal, de la Uniunea Democrată Maghiară din România, este în funcție din 2008. Începând cu alegerile locale din 2024, consiliul local are următoarea componență pe partide politice:
|  | Partid                                 | Consilieri | Componența Consiliului | Componența Consiliului | Componența Consiliului | Componența Consiliului | Componența Consiliului | Componența Consiliului | Componența Consiliului | Componența Consiliului | Componența Consiliului | Componența Consiliului | Componența Consiliului | Componența Consiliului | Componența Consiliului | Componența Consiliului | Componența Consiliului | Componența Consiliului | Componența Consiliului | Componența Consiliului | Componența Consiliului | Componența Consiliului | Componența Consiliului |
|  | -------------------------------------- | ---------- | ---------------------- | ---------------------- | ---------------------- | ---------------------- | ---------------------- | ---------------------- | ---------------------- | ---------------------- | ---------------------- | ---------------------- | ---------------------- | ---------------------- | ---------------------- | ---------------------- | ---------------------- | ---------------------- | ---------------------- | ---------------------- | ---------------------- | ---------------------- | ---------------------- |
|  | Uniunea Democrată Maghiară din România | 21         |                        |                        |                        |                        |                        |                        |                        |                        |                        |                        |                        |                        |                        |                        |                        |                        |                        |                        |                        |                        |                        |

### Primari
- 1992-2008: Albert Almos (UDMR)
- din 2008: Arpád-Andras Antal (UDMR)

## Geografie
Municipiul Sfântu Gheorghe este situat în colțul de sud-est al Transilvaniei, în Carpații Orientali, în bazinul Oltului Superior, în Depresiunea Brașovului. Altitudinea medie este de 520-580 m. Orașul este situat pe o suprafață de 10 kilometri pătrați, fără a include municipalitățile Chilieni(maghiară Kilyén), Coșeni(maghiară Szotyor) și Sugásfürdő.
Se află la intersecția câtorva drumuri, cel mai important fiind DN12 ce leagă municipiul Brașov(33 km) de municipiul Miercurea Ciuc(70km). Sfântu Gheorghe se mai află la 198 km nord de București și 250 km sud-est de Cluj.

### Hidrografie
Municipiul Sfântu Gheorghe este străbătut de râul Olt, în care se varsă râurile Porumbele, Debren și Sâmbrezi.

## Demografie
Componența etnică a municipiului Sfântu Gheorghe
     Maghiari (69,25%)
     Români (18,93%)
     Alte etnii (0,54%)
     Necunoscută (11,29%)
Componența confesională a municipiului Sfântu Gheorghe
     Reformați (34,06%)
     Romano-catolici (28,27%)
     Ortodocși (16,17%)
     Unitarieni (5,23%)
     Evanghelici luterani (1,15%)
     Alte religii (2,85%)
     Necunoscută (12,26%)
Conform recensământului efectuat în 2021, populația municipiului Sfântu Gheorghe se ridică la 50.080 de locuitori, în scădere față de recensământul anterior din 2011, când fuseseră înregistrați 56.006 locuitori. Majoritatea locuitorilor sunt maghiari (69,25%), cu o minoritate de români (18,93%), iar pentru 11,29% nu se cunoaște apartenența etnică. Din punct de vedere confesional, cei mai mulți locuitori sunt reformați (34,06%), cu minorități de romano-catolici (28,27%), ortodocși (16,17%), unitarieni (5,23%) și evanghelici luterani (1,15%), iar pentru 12,26% nu se cunoaște apartenența confesională.
010.00020.00030.00040.00050.00060.00070.00019121948196619922011populațiePopulația istorică din Sfântu Gheorghe
Date: Recensăminte sau birourile de statistică - grafică realizată de Wikipedia
Municipiul Sfântu Gheorghe are cea de-a doua comunitate maghiară, ca număr din țară, după municipiul Târgu Mureș.

## Economie
Principalele activități economice ale municipiului se desfășoară în industriile textilă și de confecții, a mobilei, a procesării laptelui și a cărnii, în domeniul comerțului și al serviciilor, precum și în turism. 
Industria predominantă în oraș este industria textilă. Orașul deține capacități de producție sub utilizate, cum ar fi o fabrică redusă de piese de transmisie și cutii de viteze auto (IMASA SA) și o fabrică de tutun (TIGARETE SA).
Sectorul de servicii cuprinde domenii în plină dezvoltare, cum ar fi serviciile IT, cu sediul aici ROMARG SRL, cel mai important furnizor de înregistrare de domenii și găzduire web din România.

## Cultură

Muzeul Național al Carpaților Răsăriteni

Municipiul Sfântu Gheorghe are două teatre (Teatrul „Andrei Mureșanu” și Teatrul „Tamási Áron”), o bibliotecă județeană (Biblioteca Județeană „Bod Péter”), două muzee (Muzeul Național al Carpaților Răsăriteni și Muzeul Național Secuiesc), Galeriile de Artă „Gyárfás Jenő” și galeria "Magma". În localitate își desfășoară activitatea și Ansamblul de Dansuri „Trei Scaune” .

## Turism
Municipiul Sfântu Gheorghe are în administrare stațiunea balneoclimatică Șugaș Băi, cunoscută pentru apele minerale carbogazoase și pentru gazele mofetice indicate în bolile cardiace și cele ale aparatului circulator. Aflată la o distanță de 8 km de oraș , stațiunea Șugaș este considerată o atracție turistică tot anul. Dispune de o pârtie de schi de dificultate medie și de instalație de transport pe cablu (teleschi). Cazarea turiștilor este asigurată în hoteluri, vile și pensiuni.
La inițiativa societății civile, în fiecare an de Sf. Gheorghe (23 aprilie), autoritățile locale organizează Zilele Sfântu Gheorghe. La 8 septembrie are loc o festivitate comemorativă a veteranilor români, combatanți în al doilea război mondial.

#### Obiective turistice și monumente istorice

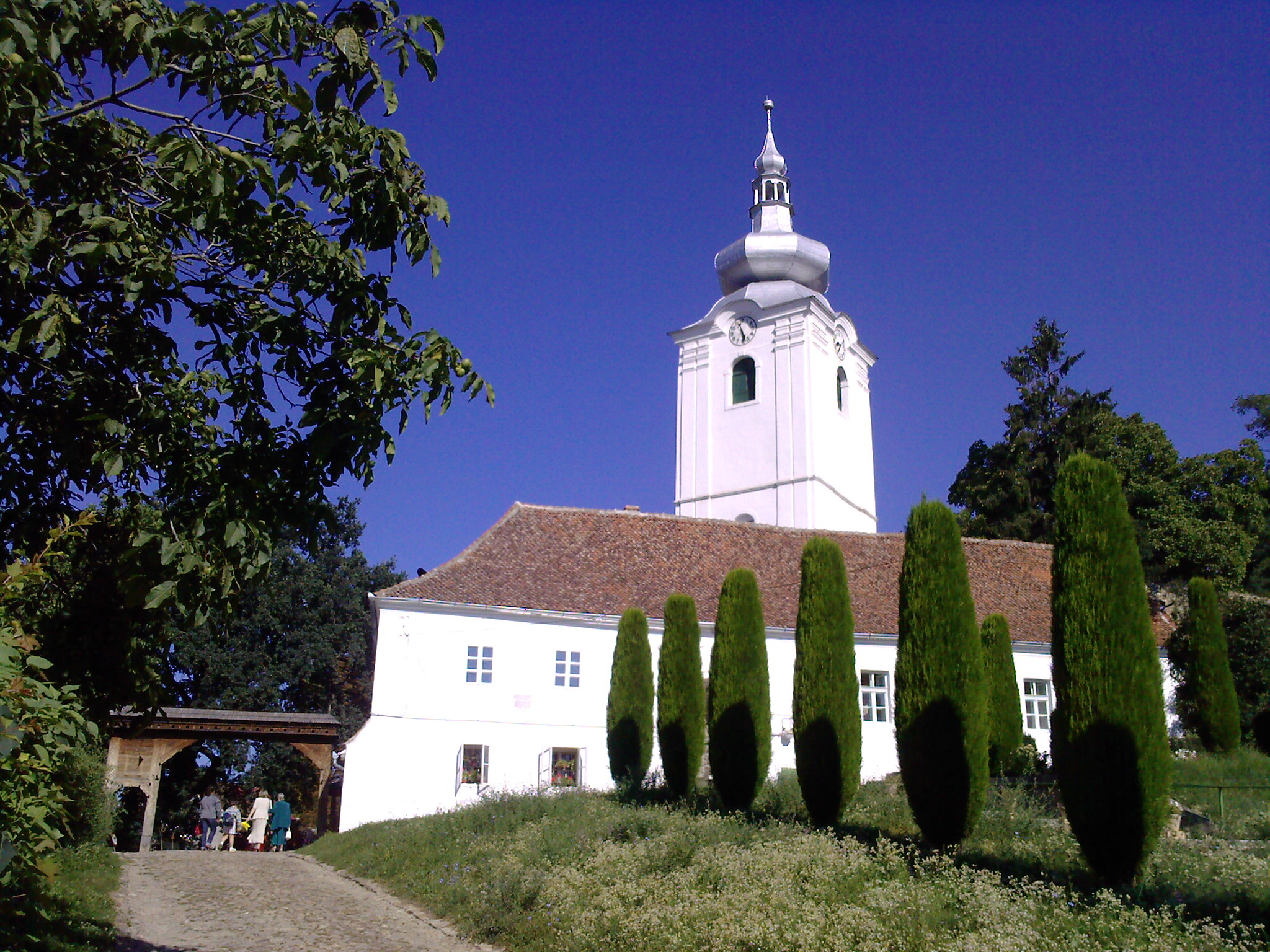
Biserica fortificată datând din secolul al XIV-lea

- Cetatea Sfântu Gheorghe - Biserica fortificată din secolul al XIV-lea, înconjurată de ziduri de apărare. A fost supusă unor reparații și modificări după incursiunea tătară din 1658, după asediul otoman din 1661 și după cutremurele din 1728, 1738 și 1802.
- Biserica ortodoxă cu hramul Sfântul Gheorghe construită în anul 1872.
- Catedrala Ortodoxă cu hramul „Sfântul Gheorghe” și „Sfântul Nicolae” construită între anii 1939–1983.
- Casa cu arcade din secolul al XVIII-lea
- Palatul Beör
- Biblioteca Județeană Covasna construită în anul 1832 ca sediu al scaunelor secuiești și transformată în 1897 și 1902.
- Clădirea fostului tribunal construită în 1870, astăzi Galeria de Artă „Gyárfás Jenő"

Galeriile de artă Sfântu Gheorghe

- Clădirea Muzeului Național Secuiesc, edificiu proiectat de Károly Kós
- Clădirea Primăriei Municipale din secolul al XVIII-lea
- Monumentul ostașului român, realizat de sculptorul Peter Balogh
- Grupul Statuar "Mihai Viteazul"
- Bustul lui Áron Gábor, realizat de István Gergely
- Bustul lui Nicolae Bălcescu, realizat de Isac Marton
- Muzeul Carpaților Răsăriteni
- Parcul Elisabeta

## Transport
Orașul este străbătut de două drumuri naționale (DN12: Brașov–Sfântu Gheorghe–Miercurea Ciuc și DN13E: Feldioara–Vâlcele–Sfântu Gheorghe) și de trei drumuri județene (DJ121B: Sfântu Gheorghe–Aita Medie, DJ121C: Sfântu Gheorghe–Șugaș Băi, DJ112: Hărman–Ilieni–Sfântu Gheorghe). Transportul feroviar este asigurat de căile ferate Sfântu Gheorghe–Brașov, Sfântu Gheorghe–Miercurea Ciuc și Sfântu Gheorghe–Brețcu, fiind străbătut de Magistrala CFR 400.
Cel mai apropiat aeroport este Aeroportul Internațional Brașov-Ghimbav  și se afla la o distanțâ de 40 de km.

## Educație

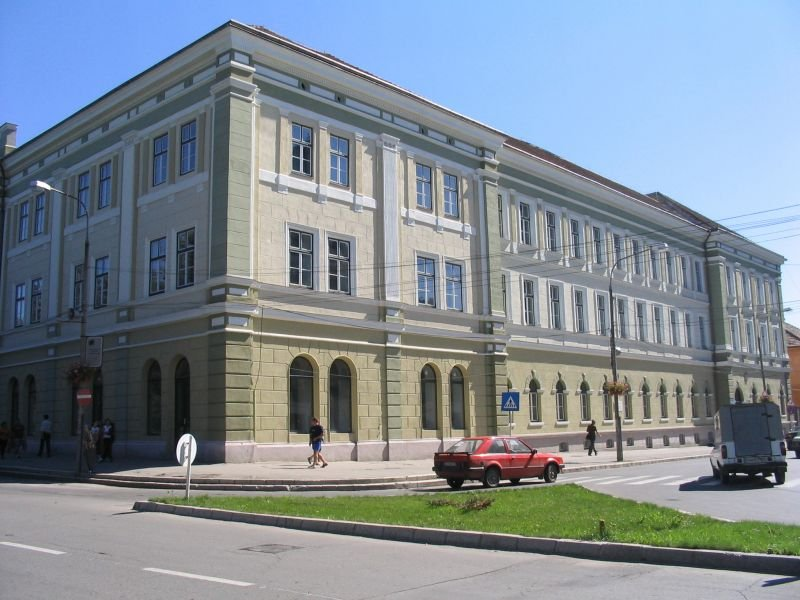
Colegiul Național „Székely Mikó”

În oraș funcționează 15 grădinițe cu program normal ori prelungit, 7 școli generale, 5 licee (Colegiul Național „Mihai Viteazul”, Colegiul Reformat, Liceul de Artă „Plugor Sándor”, Liceul „Mikes Kelemen” și Liceul „Székely Mikó”), 5 grupuri școlare, o școală postliceală cu profil sanitar și 3 instituții de învățământ superior: Facultatea de Științe Politice Administrative și Comunicare, Facultatea de Știința Mediului și Facultatea de Științe Economice și Gestiunea Afacerilor.

## Sport
- Sepsi OSK Sfântu Gheorghe
- Sepsi SIC (baschet feminin)
- Futsal Club Sfântu Gheorghe(Sepsiszentgyörgyi Futsal Club)

## Personalități născute și/sau asociate cu Sfântu Gheorghe
- Gavrilă Birău (n. 1945), fotbalist;
- Cătălina Oana Curceanu (n. 1965, Brașov), fiziciană și cercetător principal la it Istituto Nazionale di Fisica Nucleare din Frascati, născută în Brașov, a studiat școala elementară și secundară în oraș;
- Annamari Dancs (n. 1981), cântăreață;
- Laura Codruța Kövesi (n. 1973), magistrat, procuror; ocupă funcția de procuror-șef la Parchetul European;
- Péter Jecza (1939 - 2009), sculptor;
- Edit Matei (n. 1964), handbalistă;
- Radu Moraru (n. 1970), realizator de televiziune;
- Hilda Péter (n. 1978), actriță;
- Maria Török-Duca (n. 1959), handbalistă;
- Lucian Rusandu (n. 1981), arbitru fotbal;
- István Berde (n. 1988), fotbalist.

## Orașe înfrățite
- Alsónána, Cegléd, Ferencváros, Kecskemét, Kiskunhalas, Sárpilis, Veszprém, din Ungaria
- Královsky Chlmec, din Slovacia
- Kanjiža (Magyarkanizsa), din Serbia
- Santa Cruz, din Portugalia
- Givatayim, din Israel
- Saint-Georges-sur-Cher, din Franța
- Comuna Sfântu Gheorghe din Delta Dunării

## Galerie de imagini

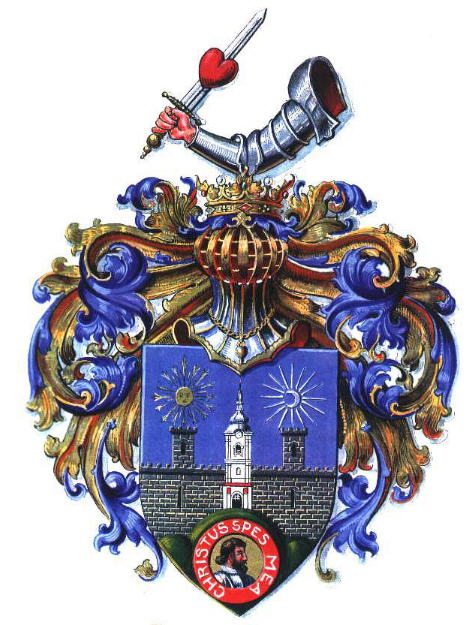
Stema localității (1897)
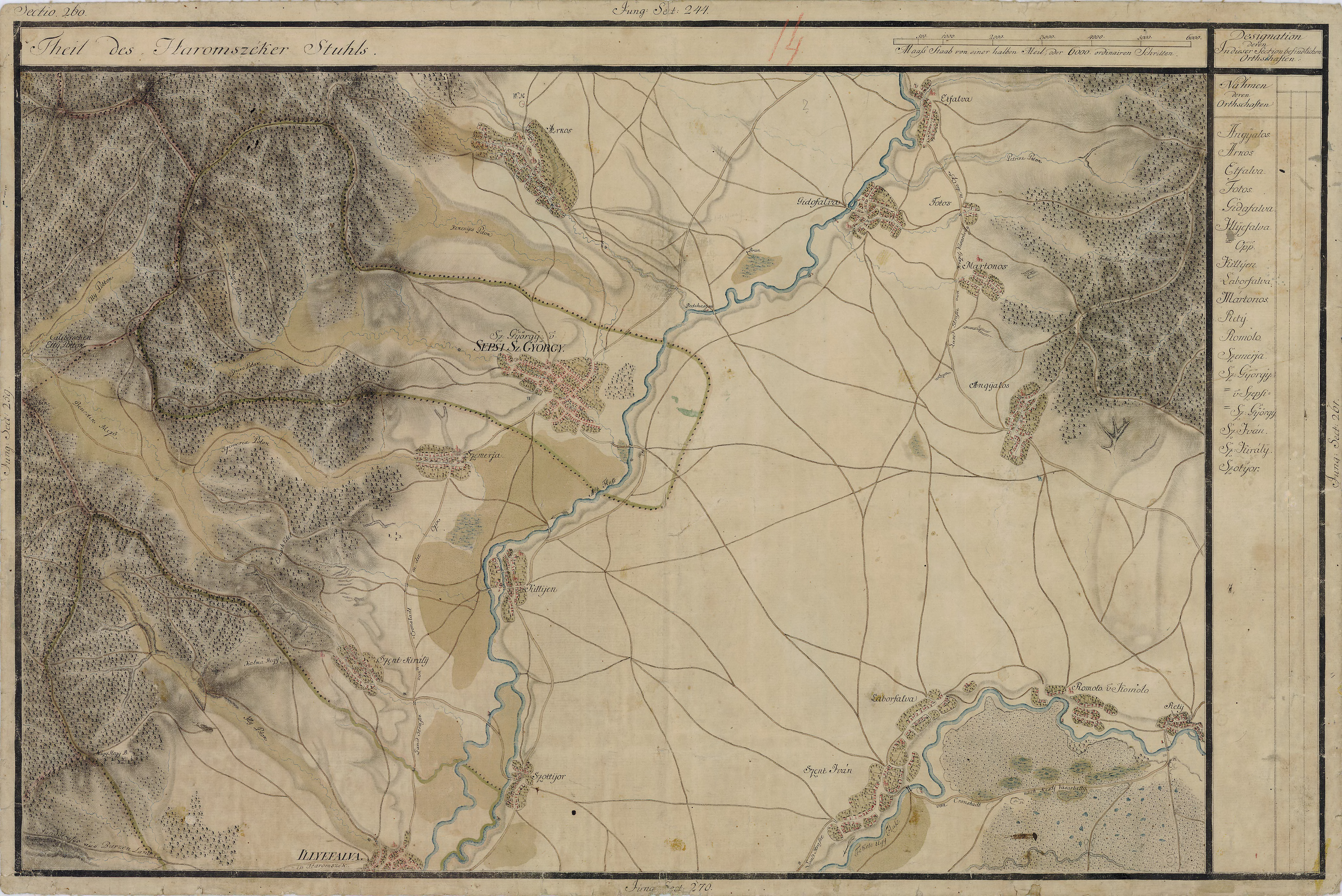
Sfântu Gheorghe în Harta Iosefină a Transilvaniei, 1769–1773
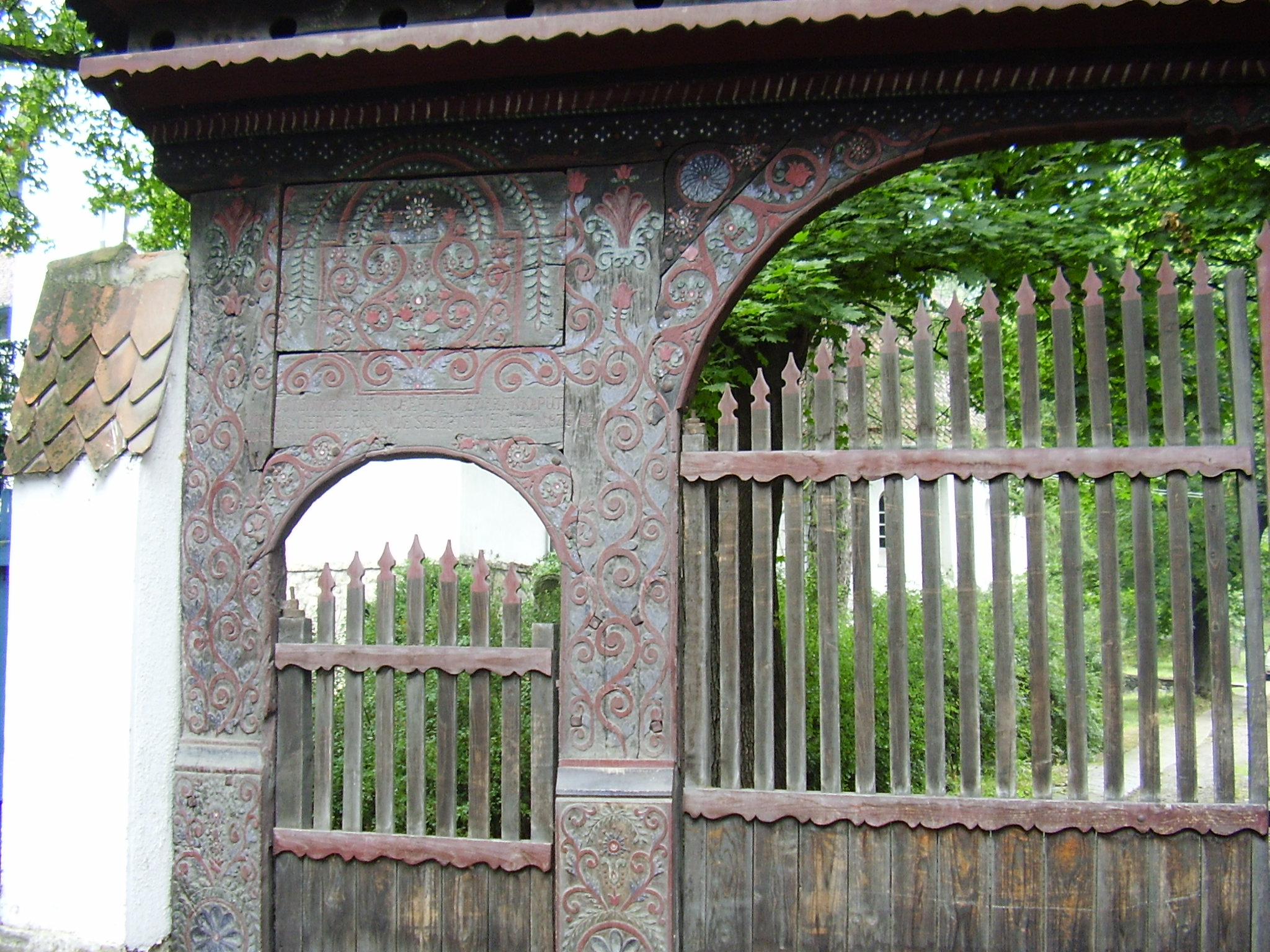
Poartă secuiască
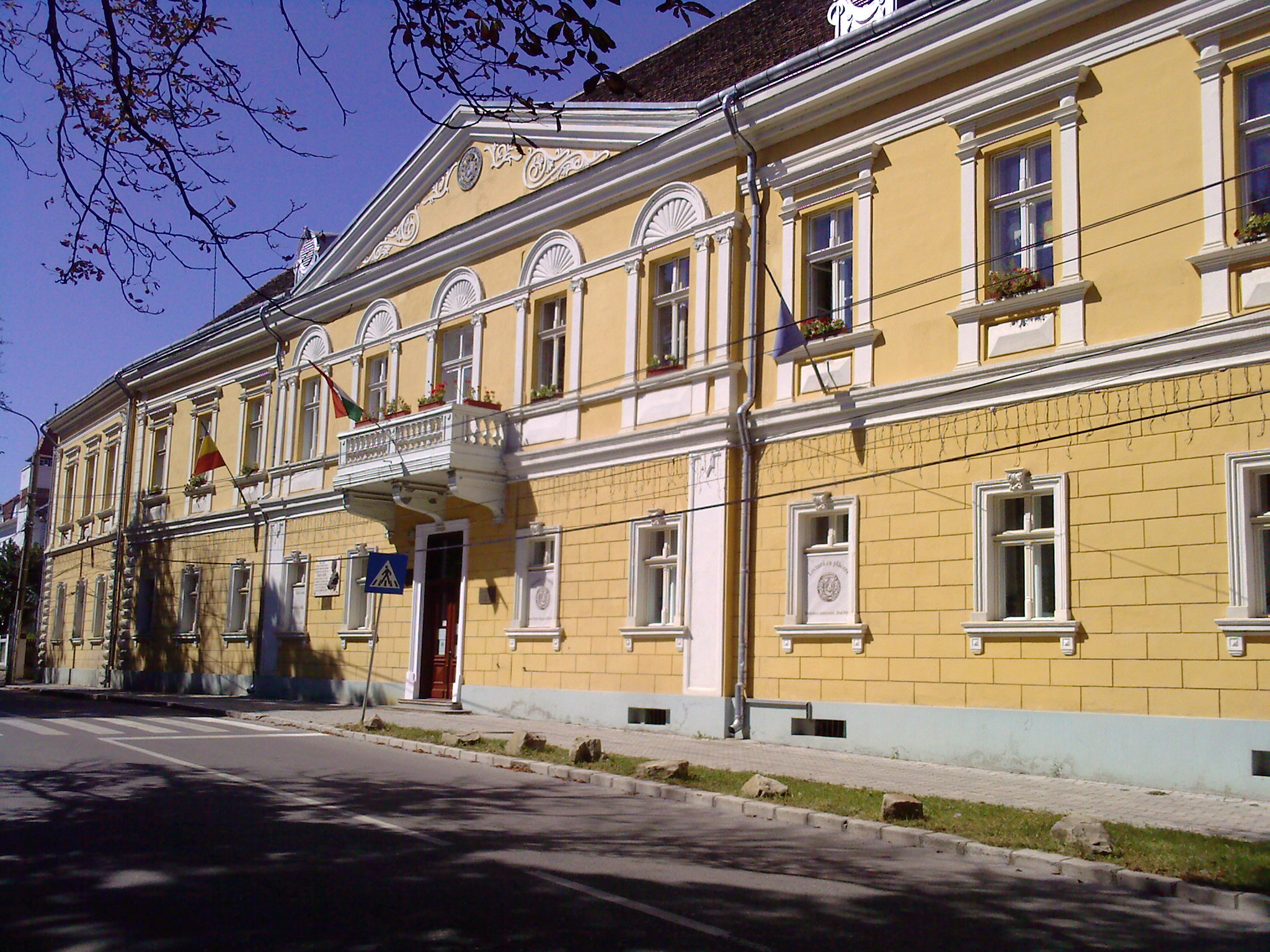
Biblioteca Județeană Covasna
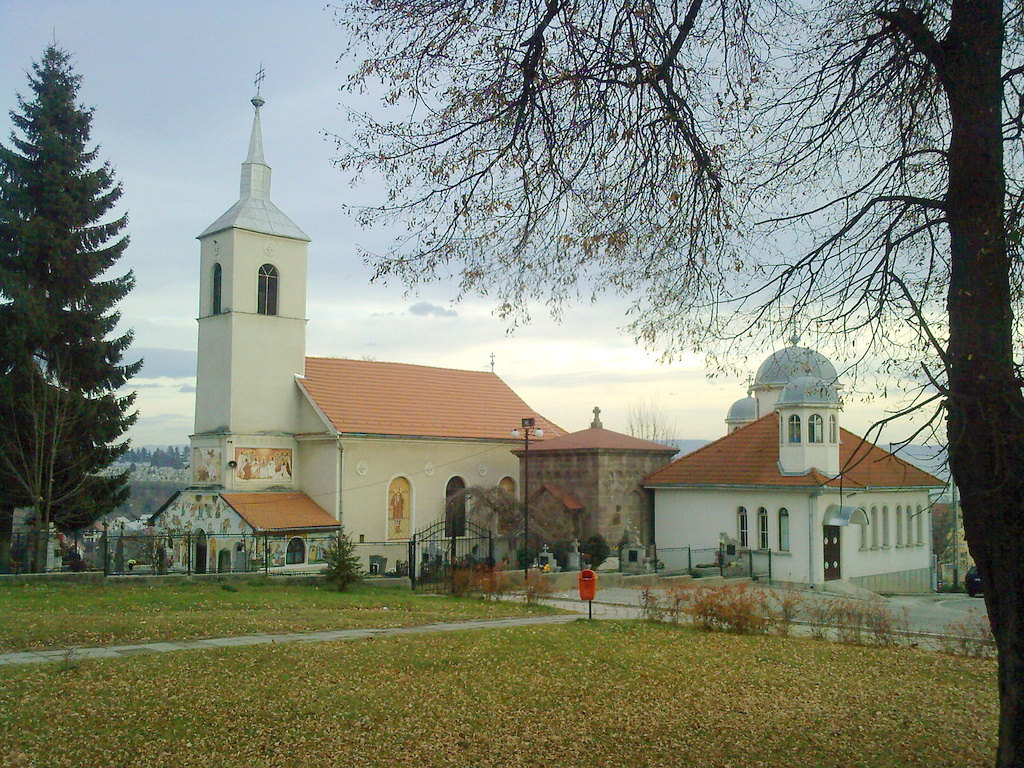
Biserica „Sfântu Gheorghe”